# الوحوش المذهلة: أسرار دمبلدور
الوحوش المذهلة: أسرار دمبلدور (بالإنجليزية: Fantastic Beasts: The Secrets of Dumbledore) هو فيلم خيالي صدر عام 2022 من إخراج دايفيد ييتس وسيناريو جي كي رولينغ وستيف كلوفز، استنادًا إلى رواية رولينغ. وهو الجزء الثالث والأخير لفيلم الوحوش المذهلة: جرائم جريندلوالد. في سلسلة أفلام الوحوش المذهلة والحادي عشر بشكل عام في سلسلة عالم السحرة. الفيلم من بطولة إيدي ريدماين، وجود لو، وعزرا ميلر، ودان فوجلر، وأليسون سودول، وكالوم تورنر، وجيسيكا وليامز، وكاثرين واترستون، ومادس ميكلسن. تدور أحداث الفيلم بعد عدة سنوات من أحداث الجزء السابق، حيث يقوم ألباس دمبلدور بتكليف نيوت سكاماندر وحلفائه بمهمة تأخذهم إلى قلب جيش الساحر المظلم جيليرت جريندلوالد.
عرض الفيلم لأول مرة في لندن في 29 مارس 2022، وتم إصداره في المملكة المتحدة في 8 أبريل 2022، وفي الولايات المتحدة في 15 أبريل 2022، بواسطة وارنر برذرز بيكتشرز. تلقى الفيلم آراء متباينة من النقاد وحقق أكثر من 407 مليون دولار في جميع أنحاء العالم، مما يجعله الفيلم الأقل ربحًا في سلسلة أفلام عالم السحرة.

## القصة
يلتقي ألباس دمبلدور وجيليرت جريندلوالد لفترة وجيزة في مقهى شاي عام، حيث يعترفان بمشاعرهما المتبادلة. يتعهد جريندلوالد بتدمير عالم العامة، لكن دمبلدور يندد بالخطة باعتبارها جنونًا، قائلاً إنه دعمها فقط لأنه كان في حب جريندلوالد.
في غويلين، الصين، 1932، يساعد نيوت سكاماندر تشيلين - وهو مخلوق سحري يمكنه رؤية روح المرء بالإضافة إلى المستقبل - على الولادة. يقوم أتباع جريندلوالد، بقيادة كريدنس، بمهاجمة الأم وقتلها، ثم اختطاف المولود الجديد. يقوم جريندلوالد بقتل المخلوق، بهدف استغلال قدرته على التنبؤ. دون علمهم، أنجب الكيلين توأمين، أنقذ نيوت الأصغر منهما.
بسبب عدم تمكنه من محاربة جريندلوالد بسبب ميثاق الدم الذي عقداه، يقوم ألباس دمبلدور بتجنيد نيوت وشقيقه ثيسيوس، ومعلمة السحر في إيلفيرمورني لالي هيكس، والساحر السنغالي الفرنسي يوسف كاما، والأمريكي جاكوب كوالسكي، ومساعد نيوت بونتي لإحباط خطة جريندلوالد للسيطرة على العالم. يسافرون إلى برلين، حيث يتم زرع يوسف كجاسوس في الدائرة الداخلية لغريندلفالد. يطلب جريندلوالد من كويني جولدشتاين، التي اعتنقت الإسلام، استخدام الشرعية لاختبار مدى جدارة يوسف بالثقة. الاتحاد الدولي للسحرة (ICW) يبرئ جريندلوالد من جميع التهم الجنائية السابقة، مما يسمح له بالترشح في الانتخابات لمنصب الزعيم الأعلى للاتحاد الدولي للسحرة، على الرغم من محاولات دمبلدور لإقناع الزعيم المنتهية ولايته أنطون فوجل بالقيام بخلاف ذلك.
في هذه الأثناء، يقوم أتباع جريندلوالد، الذين قوضوا وزارة السحر الألمانية، باعتقال ثيسيوس والتخطيط لاغتيال المرشحة البرازيلية، فيسينسيا سانتوس. يرسل دمبلدور نيوت إلى إركستاج، سجن السحرة الألماني السري حيث يتم احتجاز ثيسيوس. ينجح لالي وجاكوب في الهروب بعد منع عملية الاغتيال بنجاح، ولكن يتم توريط جاكوب في محاولة قتل جريندلوالد، الذي يبرر بعد ذلك قمع جميع العامة. وفي هذه الأثناء، يخوض كريدنس معركة ضد دمبلدور، الذي يهزمه بسرعة. يعلم كريدينس أنه الابن غير الشرعي لأبيرفورث دمبلدور، شقيق ألباس، ويتساءل عن ولائه لجريندلوالد. في مكان آخر، نيوت وثيسيوس يهربان من الحفل ويستخدمان مفتاح النقل للانتقال إلى هوغوورتس.
يتجمع زعماء العالم السحري في بوتان لحضور طقوس مسيرة الكيلين، والتي سيقوم خلالها الكيلين باختيار زعيم أعلى جديد جدير. باستخدام السحر الأسود، يعيد جريندلوالد إحياء كيلين الميت، ومع علمه أن دمبلدور ونيوت سيحضران التوأم كيلين الناجي إلى الطقوس، يمنح كريدينس فرصة أخيرة لإنقاذ نفسه. لإحباط مجموعات جريندلوالد، يحمل كل حليف من حلفاء دمبلدور حقيبة متطابقة، حيث تحتوي واحدة فقط منها على الكيلين.
يصل الفريق إلى بوتان ويواجه على الفور أتباع جريندلوالد. تتخلى كويني عن جريندلوالد وتلتقي بجاكوب، لكن يتم القبض عليهما. يختار تشيلين الميت المتلاعب به جريندلوالد خلال حفل اختيار المرشد الأعلى. يعلن على الفور الحرب على جميع العامة ويعذب جاكوب بلعنة كروسياتوس حتى يتدخل سانتوس. كريدنس، نيوت، وبانتي يكشفون جريندلوالد. بونتي، الذي لديه الحقيبة الحقيقية، يُخرج قيلين الناجي، الذي يمر بجانب جريندلوالد وفوجل وينحني أمام دمبلدور. صُدم دمبلدور وشكر الكيلين على الشرف لكنه أقنعه أن هناك شخصًا آخر يستحق ذلك الشرف بنفس القدر. يواصل الكيلين الانحناء أمام سانتوس، الذي تم اختياره كزعيم أعلى جديد. غاضبًا، يحاول جريندلوالد قتل كريدنس الذي يحظى بحماية أبيرفورث وألباس في نفس الوقت. التعويذات المتضاربة لدمبلدور وجريندلوالد تكسر ميثاق الدم. تصل معركتهم التالية إلى طريق مسدود، ويختفي جريندلوالد.
في أعقاب ذلك، يقبل أبيرفورث كريدينس المريض كابن له ويأخذه إلى المنزل. يتزوج جاكوب وكويني في مخبز جاكوب، بحضور معظم أعضاء الفريق وتينا جولدشتاين. نيوت يرى دمبلدور يراقب من عبر الشارع. دمبلدور يشكر نيوت قبل أن يختفي في الليل.

## طاقم التمثيل
- إيدي ريدماين بدور نيوت سكاماندر موظف وزارة السحر البريطانية في قسم الوحوش في إدارة تنظيم ومراقبة المخلوقات السحرية، فضلاً عن كونه عالمًا متخصصًا في علم السحر. لعب دورًا في معالجة أحداث هجوم عنيف في مدينة نيويورك في ديسمبر 1926 تورط فيه الساحر الأسود جيليرت جريندلوالد. وهو من المقربين من ألباس دمبلدور، على الرغم من كونه منبوذًا من بعض دوائر مجتمع السحرة البريطاني بسبب ماضيه المتقلب.
- جود لو بدور ألباس دمبلدور ساحر قوي ومؤثر للغاية في مجتمع السحرة البريطاني، معروف في وزارة السحر البريطانية وفي جميع أنحاء عالم السحرة الأوسع نطاقًا ببراعته الأكاديمية، ومعلم الدفاع ضد فنون الظلام في مدرسة هوجوورتس للسحر والشعوذة. لديه ميثاق دماء مع جريندلوالد، الذي كان يحبه وكانت بينهما علاقة وثيقة عندما كان شابًا، مما منعهما من المبارزة مع بعضهما البعض.
- عزرا ميلر بدور كريدنس بيربون / أوريليوس دمبلدور الطفل المتبنى المضطرب لماري لو بيربون، الذي تعرض لإساءة معاملة شديدة ومظلومية وسمي "كريدنس بيربون". غاضبًا من معاملة الناس له، خلال حادثة عام 1926 أطلق طفيليه أوبسكورس في مدينة نيويورك، مما تسبب في دمار واسع النطاق. نجا في جزء صغير من أوبسكورس وطارده جريندلوالد. اعتقد في البداية أنه كورفوس ليسترانج، الأخ غير الشقيق لليتا ليسترانج المتوفى. ومع ذلك، في نهاية الفيلم الثاني، ادعى جريندلوالد أن اسمه الحقيقي هو أوريليوس دمبلدور وأن شقيقه ألباس سيسعى لقتله. في الفيلم الثالث، تم التعرف عليه باعتباره ابن شقيق ألباس وليس شقيقه، لأنه في الواقع الابن غير الشرعي لشقيق ألباس أبيرفورث.
- دان فوجلر بدور جاكوب كوالسكي محارب أمريكي من غير السحرة في الحرب العالمية الأولى، ومالك مخبز، وصديق نيوت، وحبيب كويني. عندما تعود يتزوجها لاحقًا ويعمل نيوت كوصيف له.
- أليسون سودول بدور كويني جولدشتاين الأخت الصغرى الجميلة والحيوية لتينا، التي عملت جنبًا إلى جنب معها في الكونجرس السحري للولايات المتحدة الأمريكية (MACUSA). إنها تتمتع بسحر طبيعي قوي السحرة. بعد أن اقتنعت بأن جريندلوالد سيحقق حلمها بالزواج من جاكوب، قررت التمرد والانضمام إلى صفه، ثم تخلت عن حبيبها وأختها. ثم عادت لاحقًا إلى جاكوب وتزوجا في مخبزه. وتعمل أختها كوصيفة شرف.
- ويليام ناديلام بدور يوسف كاما ساحر فرنسي من أصل سنغالي من عائلة سحرية قديمة وحليف لنيوت، الذي حاول سابقًا قتل كريدنس معتقدًا خطأً أنه ابن زوج أمه السابق، كورفوس ليسترانج الخامس.
- كالوم تورنر بدور ثيسيوس سكاماندر الأخ الأكبر لنيوت سكاماندر وهو ساحر مخلص ومخلص، بالإضافة إلى كونه رئيس مكتب السحرة في وزارة السحر البريطانية. وهو مشهور بلقب "بطل الحرب" لعرضه الممتاز للشجاعة والكرم في الحرب العالمية الأولى. وهو يحاول باستمرار ترويض نيوت ليصبح أكثر أناقة حتى يتم قبوله بشكل أفضل في المجتمع. فقد خطيبته ليتا ليسترانج في سبتمبر 1927، بعد أن ضحت بنفسها في تجمع جريندلوالد في بير لاشيز، باريس لإنقاذ الأخوين سكاماندر.
- جيسيكا ويليامز بدور يولالي "لالي" هيكس معلمة سحر محترمة في مدرسة إلفرمورني للسحر والشعوذة الأمريكية.
- فيكتوريا ييتس بدور بونتي برودكر مساعدة نيوت سكاماندر التي لا غنى عنها في علم السحر.
- بوبي كوربي-تويش هي فيندا روزير التابعة اليمنى المخلصة لغريندلفالد.
- فيونا جلاسكوت بدور مينيرفا ماكجوناجال معلمة في هوجوورتس وزميلة ألباس دمبلدور.
- كاثرين ووترستون بدور بوربنتينا جولدشتاين خبيرة أمريكية في علم السحر في ماكوسا ورئيسة مكتب علم السحر في ماكوسا حاليًا. وهي أخت كويني جولدشتاين وحبيبة نيوت. ولعبت دورًا في إحباط جيليرت جريندلوالد أثناء حادثة أوبسكورس عام 1926، والتي ألقي اللوم عليها وعلى نيوت في البداية.
- مادس ميكلسن بدور جيليرت جريندلوالد ساحر مظلم قوي سيئ السمعة تسبب في أعمال عنف وإرهاب وفوضى جماعية في جميع أنحاء العالم، ساعيًا إلى قيادة نظام سحري عالمي جديد بناءً على إيمانه القوي بتفوق السحرة. كانت تربطه علاقة وثيقة بدمبلدور عندما كان مراهقًا. يحل ميكلسن محل جوني ديب، الذي لعب دور جريندلوالد في أول فيلمين، بسبب قضية التشهير التي رفعها الأخير مع شركة نيوز جروب نيوزبيبرز المحدودة بشأن إساءة معاملته لزوجته السابقة آمبر هيرد.

## الانتاج
كان من المقرر إطلاق الفيلم في نوفمبر 2020، قبل أن يتم تأجيله إلى يوليو 2022 بسبب جائحة كوفيد-19. أكد عدد كبير من الممثلين الرئيسيين في الفيلمين الأولين مشاركتهم في مارس 2020. كان من المقرر أن يبدأ التصوير الرئيسي في أوائل عام 2020، ولكن تم تأجيله بسبب الوباء، ليبدأ في النهاية في سبتمبر 2020.  كان من المقرر في الأصل أن يعود جوني ديب، الذي جسد شخصية جريندلوالد في الأفلام السابقة، وقام بتصوير مشهد واحد للفيلم، ولكن طُلب منه الاستقالة في نوفمبر 2020 بعد حكم محكمة ديب ضد نيوز كروب نيوزبيبرز المحدودة، وحل محله مادس ميكلسن في وقت لاحق من ذلك الشهر. تم التصوير حتى فبراير 2021.

## وصلات خارجية
- الوحوش المذهلة: أسرار دمبلدور على موقع IMDb (الإنجليزية)
- الوحوش المذهلة: أسرار دمبلدور على موقع ميتاكريتيك (الإنجليزية)
- الوحوش المذهلة: أسرار دمبلدور على موقع روتن توميتوز (الإنجليزية)
- الوحوش المذهلة: أسرار دمبلدور على موقع قاعدة بيانات الأفلام العربية
- الوحوش المذهلة: أسرار دمبلدور على موقع ألو سيني (الفرنسية)
- الوحوش المذهلة: أسرار دمبلدور على موقع أول موفي (الإنجليزية)
- الوحوش المذهلة: أسرار دمبلدور على موقع بوكس أوفيس موجو (الإنجليزية)
- الوحوش المذهلة: أسرار دمبلدور على موقع فيلمافينيتي (الإسبانية)
- الوحوش المذهلة: أسرار دمبلدور على موقع قاعدة بيانات الأفلام السويدية (السويدية)
- الوحوش المذهلة: أسرار دمبلدور على موقع قاعدة بيانات الفيلم (الإنجليزية)